# Cantonul Durtal
Cantonul Durtal este un canton din arondismentul Angers, departamentul Maine-et-Loire, regiunea Pays de la Loire, Franța.

## Comune
- Baracé
- Daumeray
- Durtal (reședință)
- Étriché
- Huillé
- Montigné-lès-Rairies
- Morannes
- Les Rairies